# Draco mindanensis
Draco mindanensis är en ödleart som beskrevs av  Leonhard Hess Stejneger 1908. Draco mindanensis ingår i släktet flygdrakar, och familjen agamer. IUCN kategoriserar arten globalt som sårbar. Inga underarter finns listade i Catalogue of Life.